# Atrichum oerstedianum
Atrichum oerstedianum là một loài Rêu trong họ Polytrichaceae. Loài này được (Müll. Hal.) Mitt. mô tả khoa học đầu tiên năm 1869.